# Crematogaster biformis
Crematogaster biformis är en myrart som beskrevs av Andre 1892. Crematogaster biformis ingår i släktet Crematogaster och familjen myror. Inga underarter finns listade i Catalogue of Life.